# (2374) Vladvysotskij
(2374) Vladvysotskij (1974 QE1; 1936 RB; 1958 UJ; 1969 TH4; 1974 QY1; 1977 DC10) ist ein ungefähr 26 Kilometer großer Asteroid des äußeren Hauptgürtels, der am 22. August 1974 von der ukrainischen (damals: Sowjetunion) Astronomin Ljudmyla Schurawlowa am Krim-Observatorium (Zweigstelle Nautschnyj) auf der Halbinsel Krim (IAU-Code 095) entdeckt wurde.

## Benennung
(2374) Vladvysotskij wurde nach dem bekannten sowjetischen Schauspieler, Dichter und Sänger Wladimir Semjonowitsch Wyssozki (1938–1980) benannt.